# 大竹狐猴
大竹狐猴（學名：Hapalemur simus）是只生活在馬達加斯加的一種狐猴，也是體型最大的竹狐猴。幾乎只以含氰化物的竹（Cathariostachys madagascariensis）為食，這種竹子的生長枝含有0.015％（6667份中的1份）氰化物。每隻成年狐猴每天吃大約500克（18盎司）的竹子，對於這種大小的大多數其他動物，其含有約12倍的致命劑量的氰化物。其體內解毒的原理未明。

目前受人類伐木和狩獵威脅生存，為IUCN紅色名錄內的極危物種。